# Shakermøbler
Shakermøbler er en stilart, der blev grundlagt af shakersekten i begyndelsen af 1800-tallet. Krav om enkelhed, renhed, perfektion og høj kunstnerisk og håndværksmæssig kvalitet påvirkede formen af de møbler og brugsgenstande, som shakerbevægelsens medlemmer tilvirkede til egen brug og til salg. Shakermøbler var udbredt i hele USA allerede i det 19. århundrede og blev præsenteret på verdensudstillinger.
Møblerne skulle være praktiske og uden unødig udsmykning, og de blev en forløber for senere funktionalistiske stilarter i begyndelsen af det 20. århundrede, og den danske møbelarkitekt Børge Mogensen var inspireret af shakerne, da han i 1940'erne og -50'erne fremstillede en shakermøbelserie til FDB, hvor han blev ansat i 1942.
Et område, der ofte tages op i moderne sløjdundervisning, er at lave shakerbokse, der er ovale opbevaringsæsker, der har ligheder med de nordiske tejner af faconbøjet spån og med birkebarksæsker.